# Reardnogy
Reardnogy är en ort i republiken Irland.   Den ligger i provinsen Munster, i den centrala delen av landet, 150 km sydväst om huvudstaden Dublin. Reardnogy ligger 261 meter över havet och antalet invånare är 176.
Terrängen runt Reardnogy är kuperad åt sydväst, men åt nordost är den platt.Runt Reardnogy är det glesbefolkat, med 15 invånare per kvadratkilometer. Närmaste större samhälle är Nenagh, 19,4 km norr om Reardnogy. I omgivningarna runt Reardnogy växer i huvudsak blandskog.